# Sännån
Sännån är ett vattendrag som rinner ut i Indalsälven med tillflöden från Svanatjärnen via Svanatjärnbäcken, Sännsjön, Rörsjön, Kråksjön, Lillsjön och Stugusjön.
Sännån var förr i tiden en viktig flottningsled och landområdena kring ån och dess biflöden genomkorsas av ett stort antal "basvägar" (stråk som röjdes och användes som vintervägar för virkestransporter med häst).